# Svátky jara (protipartyzánská operace)
Svátky jara (německy Operation Frühlingsfest, rusky Весенний праздник) byla protipartyzánská kárná (trestná) operace provedená německými bezpečnostními silami ve spolupráci s protisovětskými vojáky v průběhu dubna až května 1944. Cílem operace byla likvidace sovětských partyzánů v území vymezeném městy Polock a Lepel. Odehrávala se v okupovaném Bělorusku a šlo o jednu z největších operací zaměřených proti partyzánům v okupovaných částech SSSR.
Operace skončila likvidací partyzánské oblasti, ale část sovětských oddílů 5. května 1944 prolomila obklíčení západně od města Ušači (bělorusky Ушачы). Sice se ztrátami, ale byla zachována jejich akceschopnost.
V průběhu operace bylo vypáleno 628 vesnic, venkovských osad a usedlostí, z nichž 186 už nikdy nebylo obnoveno. Civilní obyvatelé byli odvlečeni na práce do Německa.

## Výchozí podmínky a cíle operace
Na konci prosince 1943 se po porážkách wehrmachtu přiblížila fronta a partyzánské útvary se tak ocitly v týlové zóně německé 3. tankové armády. Tanková armáda klade vysoké nároky na logistiku, kterou sovětské partyzánské oddíly narušovaly. Jednalo se zejména o hlavní zásobovací trasu Vitebsk, Lepel a Parafjanovo, která se protínala s trasou Maladzečna (klíčový železniční uzel) a Polock. Tyto trasy procházely územím, které ovládali partyzáni. Týlové složky německé 3. tankové armády neměly dostatek sil ke zničení partyzánských oddílů, které neustále zvyšovaly svou bojeschopnost.
Partyzánské území Polock – Lepel se rozkládalo na území nynější Vitebské oblasti, ve které se nacházelo pod ochranou partyzánů 40 000 – 100 000 civilistů. V partyzánské oblasti fungovala sovětská moc, školy a další služby. 60 % obyvatel Lepelu byli Židé. Partyzáni měli stabilní spojení se sovětským zázemím prostřednictvím tří letišť. Z oblasti byly podnikány výpady proti německým silám, při kterých byly ničeny mosty, skladiště a narušováno zásobování fronty.
Na jaře 1944 německé velení očekávalo útočnou operaci Rudé armády na osvobození Běloruska, a proto bylo nezbytné zajistit nerušené zásobování frontových jednotek. To vyžadovalo provedení likvidace partyzánských oddílů ohrožujících klíčové tratě v týlové oblasti německých vojsk včetně odsunu civilního obyvatelstva. Za tímto účelem byla naplánována operace Svátky jara.
V době zahájení operace v dubnu 1944 byla pozice sovětsko-německé fronty vzdálena cca 100 km východně od oblasti, kde probíhaly boje. Sovětské velitelství řešilo možnost zrychleného postupu Rudé armády na ohrožené území, ale Němci vybudovali silná opevnění na řece Západní Dvině. Již v lednu 1944 se Rudá armáda pokoušela prolomit obrannou linii vybudovanou Němci ve směru Vitebsk a Polock se silami Západního a Baltského frontu, ale byla se značnými ztrátami odražena. Bez přípravy a posílení vojsk na tomto směru dislokované síly nedostačovaly k proražení opevněné linie. Proto zorganizování rychlé operace Rudé armády pro pomoc partyzánům nebyla možná. Navíc by to také ohrozilo plánovanou operaci Bagration, v jejíž prospěch byla prováděna dezinformační kampaň o přípravě ofenzívy na směru do Ukrajiny.

## Nasazené síly

### Německé okupační síly a spolupracující útvary
Ze strany německých jednotek se operace zúčastnily jednotky pěti pěších divizí 3. tankové armády (německy 3. Panzerarmee (Wehrmacht)) ze Skupiny armád Střed. Dále byly zapojeny hraniční jednotky ze Skupiny armád Sever a také jednotky z wehrmachtu ze severní Ukrajiny, tj. jižní hranice oblasti. Hlavní páteř sil tvořily speciální bezpečnostní síly SS a policie pod velením Kurta von Gotteberga (německy Curt Gustav Friedrich Walther von Gottberg) zformované do speciálního vyššího útvaru Kampfgruppe von Gottberg. Toto uskupení zahrnovalo 12 pluků bezpečnostních sil SS a policie, části 201. ochranné divize, 5. pěchotní divize a 6. letištní divize pro zajištění vzdušné podpory operace. Součástí protipartyzánských sil byla i SS-Sturmbrigade Dirlewanger a další jednotky.
Hlavní částí spolupracujících jednotek složených z východních vojáků to byla Kaminského brigáda s tankovými a dělostřeleckými útvary, jednotky Běloruské regionální obrany, příslušníci Kozáckého stanu a další jednotky pomocné policie složené z Litevců, Lotyšů a Ukrajinců. Do operace byla také zapojena 15. granátnická divize SS (1. lotyšská). Součástí policejních sil, které prováděly represe proti civilnímu obyvatelstvu, byla skupina Jeckeln.
Celkový počet mužů včetně vojenských částí wehrmachtu nasazených do operace v jednotkách se odhaduje až na 60 tisíc lidí. Jako hlavní technickou podporu měly zapojené síly 137 tanků, 235 děl a minometů, asi 70 letadel a 2 obrněné vlaky. Současné historické zkoumání udává rozsah nasazených sil mezi 27 000 do 60 000 mužů.
Hlavní řízení vojenských operací prováděl velitel 3. tankové armády Georg-Hans Reinhardt spolu s SS Obergruppenführerem a vyšším velitelem policie generálporučíkem Kurtem von Gottebergem.

### Sovětské síly
Proti německým silám stálo 16 partyzánských brigád, které v sobě zahrnovaly partyzánské oddíly s více než 17 000 muži, vyzbrojené 16 děly ráže 45 mm, 5 děly ráže 76 mm, 143 minomety, 151 protitankovými puškami, 723 kulomety (626 lehkých a 97 těžkých) a lehkými ručními zbraněmi, především puškami (9 344 kusů), samopaly a pistolemi. Centrální velení partyzánských sil měl v rukou plukovník Vladimír Jelisejevič Lobanok (rusky Влади́мир Елисе́евич Лобано́к) představitel Běloruského velitelství partyzánského hnutí (rusky Белорусский штаб партизанского движения). Ústřední velitelství partyzánských jednotek v území Polock – Lepel se nacházelo poblíž města Ušači.
Partyzánské jednotky před zahájením operace zaujaly kruhovou obranu v sestavě od východní části a poté proti směru hodinových ručiček následně:
1. Brigáda Za sovětské Bělorusko (velitel P. M. Romanov, komisař N. G. Žižov).
2. Brigáda V. I. Lenina (velitel N. A. Sakmarkin, komisař A. V. Sipko).
3. 16. smolenská brigáda (velitelé Shlapakov I. R., poté Alesenkov I. K., komisař Timošenkov G. N.).
4. Brigáda V. I. Čapajeva (velitel V. V. Melnikov, komisař I. F. Korenevskij).
5. Sadčikovův pluk (velitel I. F. Sadčikov, komisař A. F. Jurjev).
6. Brigáda K. J. Vorošilova (velitel D. V. Tjabut, komisař V. A. Lemza).
7. Brigáda Komsomol (velitel I. A. Kuksenok, komisař F. I. Zajcev).
8. Brigáda S. M. Korotkina (velitel V. M. Talakvadze, komisař A. B. Erdman).
9. Brigáda A.V. Suvorovova (velitel P. A. Chomčenko, komisař N. E. Usov).
10. Brigáda Říjen (velitel F. K. Jurčenko, komisař I. I. Jukša).
11. Brigáda Ústřední výbor VKS(b) (velitel A. D. Medveděv, N. G. Pučkarjov).
12. Sabotážní brigáda V. I. Lenina (velitelé M. T. Gorbatěnkov, poté E. U. Furso, komisař V. S. Svirid).
13. 1. antifašistická partyzánská brigáda (velitel V.V. Gil-Rodionov, komisař I. M. Timčuk).
14. Brigáda Alexej (velitelé A. F. Danukalov, poté V. A. Blochin, komisař I. I. Starovojtov).
15. Lepelská brigáda J. V. Stalina (velitelé D. T. Korolenko, poté A. V. Jarmoš, komisaři A. V. Jarmoš, poté V. L. Kačan).
16. Brigáda P. K. Ponomarenko (velitel N. V. Utkin, komisař M. A. Tjabut).

## Průběh operace

### Příprava
Německé velení začalo plánovat celou operaci v únoru až březnu 1944. Německé síly byly soustředěny v sedmi oblastech po obvodu existující partyzánské obranné linie. Zahájení operace bylo stanoveno na 11. dubna 1944 a na její realizaci bylo určeno 10 dnů.
Od 11. dubna do 16. dubna 1944 byla plánována pomocná operace Mrholení, která měla za účel prorazit organizovanou obranu partyzánského území.
Plánování operace bylo vyzrazeno partyzánům, kteří zahájili přípravy na obranu celé 240 kilometrové linie. Byly vybudovány zákopy, bunkry, kulometná hnízda, minová pole, skryté palebné pozice, protitankové příkopy a další opevňovací prvky obrany.

### Zahájení bojových akcí
Operace byla zahájena 11. dubna 1944 podle plánu útokem na partyzánské území poblíž vesnice Ula (bělorusky Ула (аграгарадок)) s jednotkami 3. tankové armády, 87. pěší divize a 161. samostatného pěšího pluku, posíleného o tanky, s podporou dělostřelectva, minometů a letectva. Zároveň ze směru od Polocku (severní směr) zaútočila 252. pěší divize 9. armádního sboru. Úkolem německých jednotek postupujících těmito směry bylo vytlačit partyzány z jejich obranných postavení a donutit je k ústupu směrem k městu Ušači.
16. dubna 1944 začaly z jižního a jihozápadního směru za podpory tanků postupovat hlavní jednotky Gottebergovy skupiny, zejména 5. pěší divize, 501. tankový prapor, 2., 12., 24. pluk SS, jednotky brigády RONA a pluk SS-Sturmbrigade Dirlewanger.
21. dubna 1944 začaly hlavní boje v jihovýchodním směru, kde na linii partyzánské obrany začala útočit 201. bezpečnostní divize Wehrmachtu a také jednotky 95. pěší divize a 6. letecké polní divize.
22. dubna 1944 byly boje zahájeny také na západním a severozápadním směru, kde operovaly policejní pluky SS, 26. policejní pluk, speciální pluk SD, jednotky 281. bezpečnostní divize wehrmachtu, bojová skupina Jeckeln a Běloruská regionální obrana.

### Průběh bojů
Partyzánské brigády kladly tvrdý odpor, ale německé bezpečnostní síly je donutily k postupnému ústupu směrem k městu Ušači.
Síly 1. pobaltského frontu se snažily ulehčit partyzánům od tlaku německých sil menšími útočnými akcemi, které by donutily Němce stáhnout armádní jednotky zpět na linii fronty. To však na změnu situace na bojišti nestačilo. Německé velení mělo dobré informace o stavu jednotek Rudé armády na tomto úseku, a proto operace provádělo právě v období duben – květen 1944, tedy předtím, než sovětské síly budou schopny účinně udeřit. Letectvo 1. pobaltského frontu uskutečňovalo letecké údery na soustředění německých jednotek, provádělo zásobování válečným materiálem (cca 250 tun) a odsun raněných (cca 1 500 osob).
Do 17. dubna 1944 byla obranná linie partyzánů v mnoha místech proražena a boje se přesunuly do hloubi partyzánské oblasti.
27. dubna 1944 se obklíčená oblast zmenšila na 20 km okolo města Ušači, kde partyzáni zorganizovali obranu.
Začátkem května se německým jednotkám podařilo zatlačit partyzánské brigády na západ přes řeku Ušača (bělorusky Ушача) a obklíčily je v oblasti Matyrinského lesa. Operační prostor partyzánských brigád se zúžil na 8 km. V těsně uzavřeném prostoru nastala kritická situace.

### Únik partyzánských brigád z obklíčení
30. dubna 1944 obdrželi partyzáni rozkaz zahájit průlom západním směrem a uniknout z obklíčení směrem k městu Šarkajščina (bělorusky Шаркаўшчына). V průběhu 1. – 4. května 1944 se menší skupiny pokoušely probít ven z obklíčení, což se jim podařilo za velkých ztrát.
V noci na 5. května 1944 partyzáni koordinovaně provedli úder na jih směrem k osadám Paperino (rusky Паперино) a Nová ves (rusky Новое Село). Tento pokus o průlom se zdařil tak, že partyzáni zaútočili přímo na vojenské posádky dislokované v těchto osadách. Spolu s partyzány uniklo z obklíčení 15 000 civilistů.

## Výsledky operace
Podle sovětských odhadů po operaci představovaly německé ztráty 8 300 zabitých mužů, 12 900 raněných a vyřazeno bylo značné množství nasazené techniky. Moderní badatelé však skutečné ztráty německých sil udávají na menším čísle 2 000 mužů.
Němečtí vojáci a jejich spojenci zastřelili 7 011 lidí, zajali 11 000 civilistů pro transport do Německa a vypálili 628 vesnic, osad a usedlostí. Bylo zabito okolo 10 000 partyzánů. Vyhodnocení operace německým velením je uvedeno v bojovém deníku 3. tankové armády (zápis z 10. května 1944):
| „                                                           | Operace Svátky jara proti bandám v týlové zóně poblíž města Ušači (32 km jižně od Polocku) byla dokončena. Ve třech týdnech těžkých bojů obklíčily armádní a policejní jednotky spolu s místními dobrovolníky za zvláště nepříznivých povětrnostních podmínek a terénu četné a dobře organizované bandy v oblasti Lepel (asi 70 km jižně od Polocka) a porazily je. Během masivních nočních pokusů o průnik z obklíčení se podařilo projít pouze části band. Byly znovu obklíčeny a většina z nich byla zničena. Pronásledování zbytků band stále pokračuje. Díky nepřetržitým náletům, shazování bomb a ostřelování ze vzduchu se Luftwaffe významně podílela na zničení a porážce nepřítele. Během více než 1 500 bojových letů bylo svrženo více než 500 tun leteckých pum. Dosažený úspěch je rozhodující pro celkovou situaci na spojnici skupiny armád Střed a skupiny armád Sever. O důležitosti, jakou sovětské vedení přikládá tomuto centru band, svědčí fakt neustálých intenzivních leteckých operací určených k zásobování band a ničení našich útočících jednotek včetně diverzních útoků na nejbližším úseku fronty. Mezi 17. dubnem a 10. květnem 1944 ztratil nepřítel 5 955 zabitých, 6 145 zajatců a 346 přeběhlíků. Tato čísla nezahrnují mnoho zadržených civilistů. Bylo ukořistěno nebo zničeno také velké množství ručních zbraní, velké množství munice, jedna vysílačka a jeden letoun. Zničeno: 102 táborů, 182 bunkrů, 52 palebných postů… | “ |
| — Deník 3. tankové armády wehrmachtu, zápis 10. května 1944 | |   |

Německým silám a jejich spojencům se podařilo zlikvidovat partyzánské území, které dlouho něměli pod kontrolou. Část sovětských partyzánů unikla z obklíčení a pokračovala v odporu. Po stažení sil z oblasti se partyzáni vrátili zpět. Sovětší partyzáni dokázali klást účinný odpor lépe vyzbrojenému protivníkovi.
Partyzán Michail Alekseevič Jegorov, člen Sadčikovova partyzánského pluku, byl jedním ze sovětských vojáků, kteří 1. května 1945 vyvěsili nad Říšským sněmem sovětský prapor na znamení vítězství.

### Následky pro civilní obyvatelstvo
Podle protokolů z 25. – 27. prosince 1945 z výslechů velitele 26. policejního pluku o represivních akcích na území Běloruska se ukázalo, že úkolem německých sil bylo vyčistit pás 25 km od stanice Krulevščina (bělorusky Крулеўшчына) ve Vitebské oblasti po železnici do Polocku. Cílem bylo zničit partyzány, zajmout práceschopné obyvatele a odvléci je do Německa na práce. Odebrán měl být také dobytek, zemědělské výrobky, vybavení a další civilní majetek.
Následkem leteckých a dělostřeleckých úderů v oblasti jezera Šo (bělorusky Шо) byly vypáleny a zničeny mnohé vesnice nebo usedlosti, ve kterých zahynulo množství civilistů. Při zničení partyzánského tábora východně od železniční stanice Zjabki (bělorusky Зябкі), kdy většina partyzánů unikla, bylo zatčeno 1 200 civilistů ukrývajících se v partyzánském táboře. Tito lidé byli Němci zahnáni za plot z ostnatého drátu a byli ponecháni bez další ochrany nebo potravin. Preživší byli poté odesláni na práce do Německa. Celkově bylo také zajištěno 800 lidí, které si převzala tajná policie SD.
Osoby, které se vyhýbaly zatčení, byly na místě zastřeleny. Podle svědectví kněze z farnosti byly osady vypalovány a jejich obyvatelé povražděni. Příkladem takové akce je vesnice Kistělevo, kde represivní síly povraždily všechny obyvatele a vesnici vypálily. Po válce již nebyla obnovena. Výpověď očitého svědka, v roce 1944 tříletého, o průběhu kárných operací:
| „ | Děti, ženy a staří lidé byli nahnáni do domů a muži, včetně těch nejmladších, byli odvedeni do lesa, kde jim bylo nařízeno, aby si lehli tváří k zemi. Poté byly ženy přivedeny z domů a před jejich očima byli zavražděni ležící muži. | “ |
| — Anatolij Josifovič Šuněvič (bělorusky Анатолий Иосифович Шуневич), očitý svědek, reportáž novin Sputnik Bělorusko z 9. listopadu 2023 | |   |

## Památka

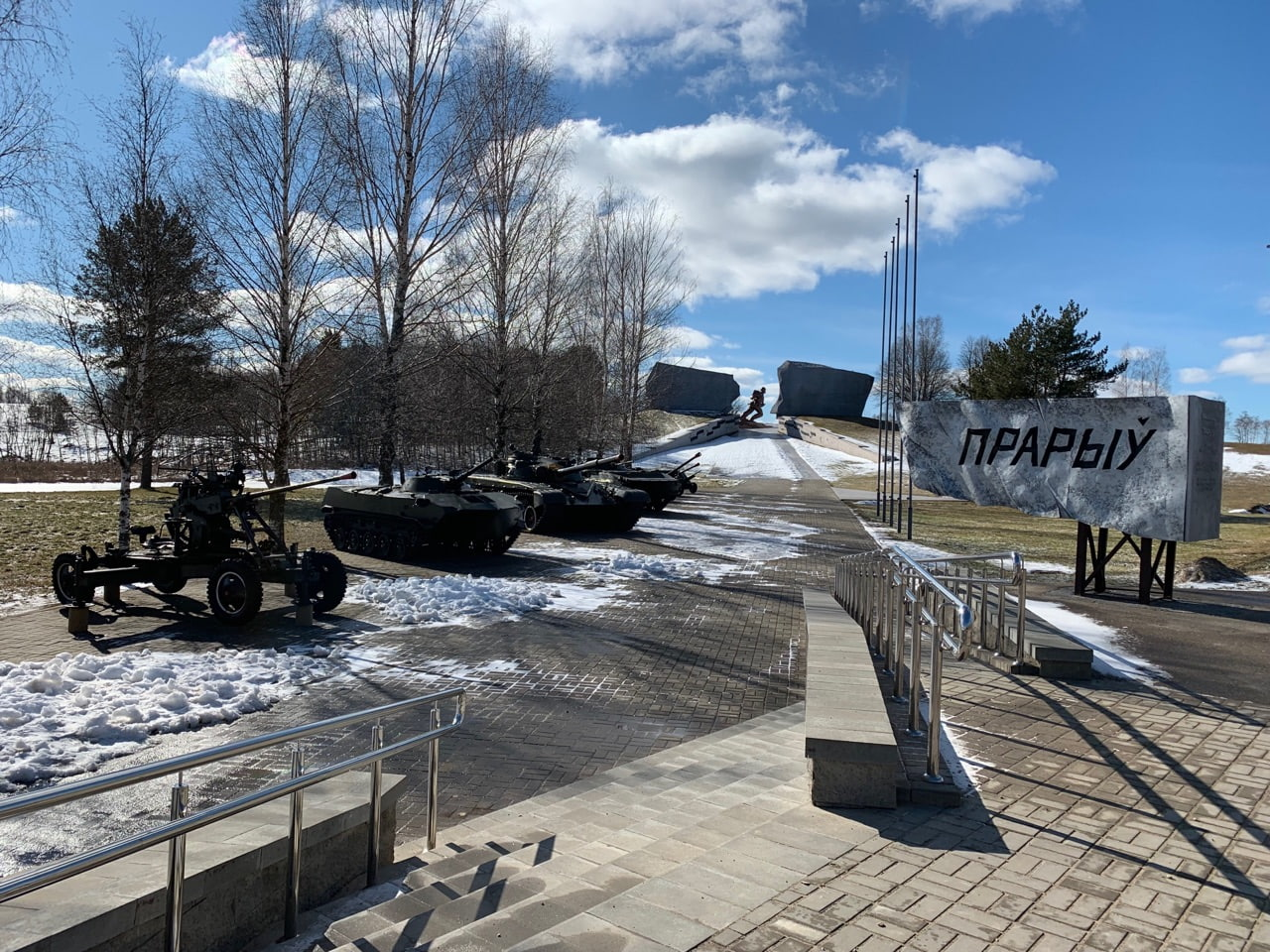
Snímek památníku Průlom

V předvečer 3. července 1974 v den oslav 30. výročí osvobození Běloruska byl na počest padlým partyzánům poblíž města Ušači slavnostně otevřen památník Průlom (bělorusky Прарыў (мемарыяльны комплекс)). Výstava symbolicky zobrazuje prolomení blokády partyzánskými brigádami. Od vjezdu do areálu byla vydlážděna silnice ve směru průlomu partyzánů ze dne 5. května 1944. Na bočních zídkách cesty se nacházejí jmenovky partyzánských brigád, které se podílely na průlomu. Na konci cesty je vytvořena prolomená kamenná zeď spolu se sochou partyzána v nadživotní velikosti jako symbol proražení obklíčení. Na horní plošině jsou umístěny pamětní desky se ztotožněnými jmény 1 450 partyzánů, kteří během bojů padli.

## Protipartyzánské boje v Bělorusku v kultuře
Atmosféra a způsob vedení protipartyzánských operací byla častým tématem v sovětské kinematografii. Jedním takovým je sovětský válečný film ruského režiséra Elema Klimova z roku 1985 Jdi a dívej se.